# Батецкий

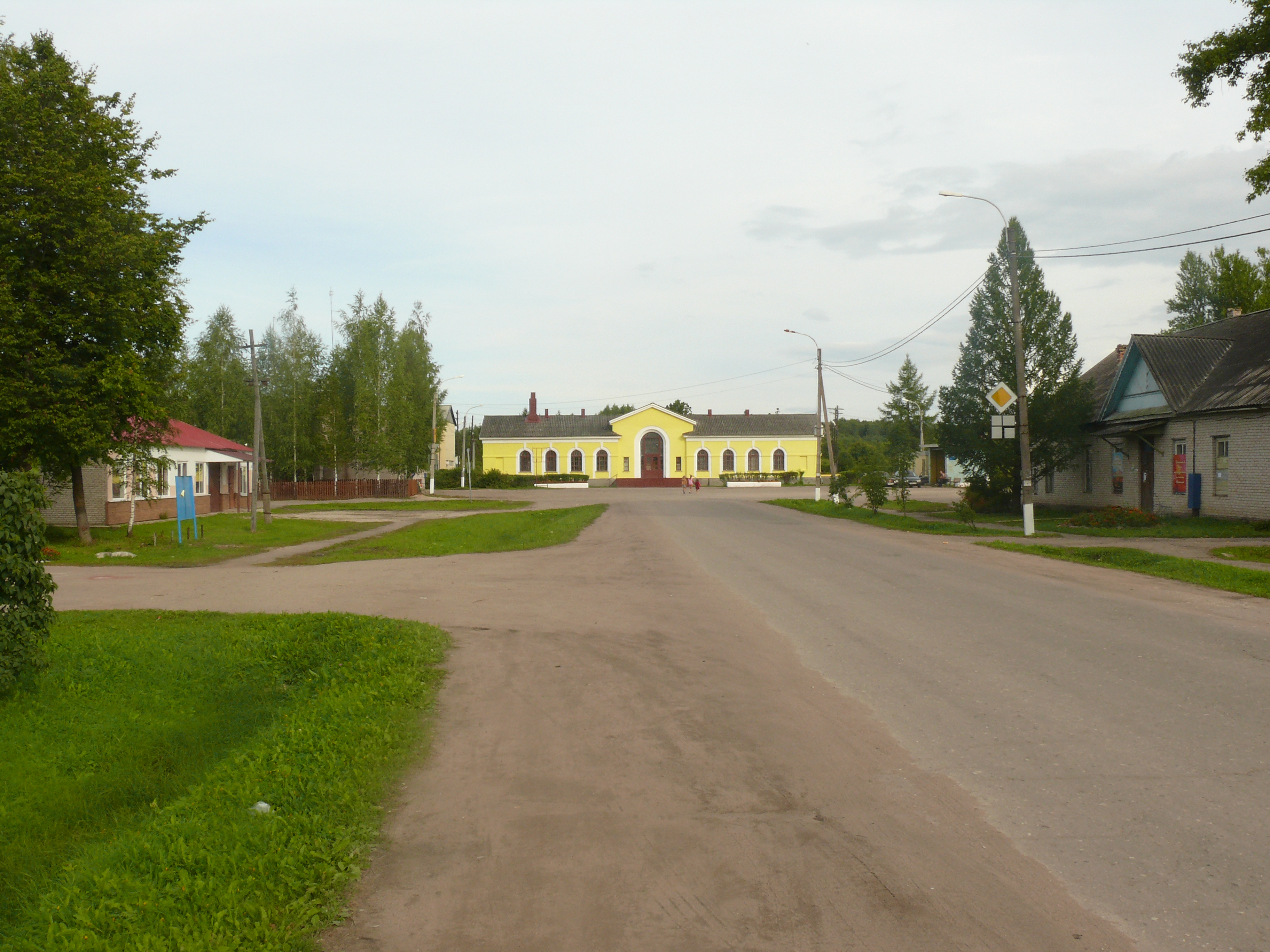
Железнодорожный вокзал в Батецком

Бате́цкий — посёлок в Новгородской области, административный центр Батецкого муниципального района и Батецкого сельского поселения. Расположен на северо-западе области, на небольшой реке Удрайке, притоке Луги, в 65 километрах к северо-западу от Новгорода и в 140 километрах от Санкт-Петербурга.

## Демография
Батецкий — один из самых малонаселённых районных центров области.
| 1862 | 1959  | 1970  | 1979  | 1989  | 2002  | 2010  |
| ---- | ----- | ----- | ----- | ----- | ----- | ----- |
| 146  | ↗1347 | ↗1976 | ↗2239 | ↗2473 | ↘2275 | ↘2258 |

## Транспорт
Батецкий — транспортный узел, железнодорожная станция Батецкая Санкт-Петербург-Витебского отделения Октябрьской железной дороги. Железнодорожная станция расположена на пересечении магистралей Санкт-Петербург — Дно — (Киев, Минск, Псков, Кишинёв) и Новгород — Луга.
В трёх километрах от города проходит автомобильное шоссе Новгород — Луга, а непосредственно через посёлок ответвление от этого шоссе на Шимск.

## История
Деревня Батецко известна с XVI века, посёлок был основан в 1892 году в нескольких км западнее, при узловой железнодорожной станции. В самом посёлке достопримечательностей нет, кроме парка «Дубцы» у его юго-западной окраины, неподалёку в деревне Теребони находится бывшая усадьба декабриста Муравьёва А. З..
Батецкая является родиной первых жителей города Кудрово Ленинградской области.
Во время Великой Отечественной войны Батецкий был захвачен фашистскими войсками в результате боёв 16—18 августа 1941 года. Освобождён Красной Армией 11 февраля 1944 года.

## Экономика
Предприятия «Батецкий лес», «Батецксельхозхимия» и другие. Крупная товарная ж/д станция.
В посёлке функционирует средняя школа (расположена по адресу: ул. Первомайская, дом 24).